# اللهب السحري
اللهب السحري هو فيلم دراما تم إنتاجه في الولايات المتحدة وصدر في سنة 1927. الفيلم من إخراج هنري كينغ من بطولة رونالد كولمان وفيلما باكي. ترشّح جورج بارنز لنيل جائزة الأوسكار لأفضل تصوير سينمائي في حفل توزيع جوائز الأوسكار الأول عن عمله في هذا الفيلم، وفيلم راقص الشيطان، وسيدي تومسون.
يُعتبر الفيلم الآن فيلمًا ضائعًا.

## طاقم التمثيل
- رونالد كولمان
- فيلما باكي

## وصلات خارجية
- اللهب السحري على موقع IMDb (الإنجليزية)
- اللهب السحري على موقع Turner Classic Movies (الإنجليزية)
- اللهب السحري على موقع أول موفي (الإنجليزية)
- اللهب السحري على موقع قاعدة بيانات الفيلم (الإنجليزية)
- اللهب السحري على موقع ليتربوكسد (الإنجليزية)
- اللهب السحري على موقع كينوبويسك (الروسية)